# (31650) Frýdek-Místek
(31650) Frýdek-Místek – planetoida z pasa głównego asteroid okrążająca Słońce w ciągu 4 lat i 199 dni w średniej odległości 2,74 j.a. Została odkryta 18 kwietnia 1999 roku w obserwatorium astronomicznym w Ondřejovie przez Petra Pravca. Nazwa planetoidy pochodzi od czeskiego miasta Frydek-Mistek położonego po dwóch stronach rzeki Ostrawicy. Przed jej nadaniem planetoida nosiła oznaczenie tymczasowe (31650) 1999 HW.